# Viola Amherd
Viola Patricia Amherd, född 7 juni 1962, är en schweizisk politiker som har varit ledamot av Schweiz federala råd sedan 2019 och under 2024 ordförande för Förbundsrådet. Hon är chef för det federala departementet för försvar, civilskydd och idrott. Amherd var medlem i det Kristdemokratiska Folkpartiet (CVP/PDC) innan det gick samman med det Konservativa demokratiska partiet (BDP/PBD) och bildade Centern (DM/LC) 2021, som hon anslöt sig till.

## Biografi

### Politisk karriär
Amherd var ledamot av kommunfullmäktige i Brig-Glis (Stadtrat, verkställande ledamot) från 1992 till 1996, vice ordförande i kommunen Brig-Glis från 1996 till 2000 och ordförande i kommunen Brig-Glis från 2000 till 2012. Hon representerade kantonen Valais och var ledamot av Schweiz nationella råd från den 31 maj 2005 till den 31 december 2018. I valet till Förbundsrådet den 9 december 2015 fick Amherd 16 röster för den vakanta plats som Eveline Widmer-Schlumpf innehade fram till den 31 december följande år, trots att hon inte hade lagt fram sitt namn som kandidat. Platsen gick slutligen till Guy Parmelin.
I samband med spekulationer om en kandidatur till Förbundsrådet tillkännagav hon den 5 oktober 2018 sin kandidatur för att ersätta Doris Leuthard. Den 16 november 2018 nominerades Amherd och Heidi Z'graggen, en lokal chef i kantonen Uri, som kandidater till förbundsrådet av CVP/PDC. Den följande 5 december valdes hon in i förbundsrådet med 148 röster i den första valomgången tillsammans med Karin Keller-Sutter från FDP.Liberalerna.
Den 10 december 2018 meddelades att Amherd skulle leda det federala departementet för försvar, civilskydd och sport (DDPS) från och med den 1 januari 2019. Amherd blev den första kvinnan att inneha posten.
Efter den ryska invasionen av Ukraina 2022 skrev Amherd i april 2022 till Internationella olympiska kommitténs ordförande Thomas Bach och uppmanade IOK att stänga av tjänstemän från Ryssland och Vitryssland, i likhet med IOK som rekommenderade att idrottare och tjänstemän från båda länderna skulle förbjudas att delta i tävlingar. Amherd förespråkade en förstärkning av den schweiziska försvarsmakten och motsatte sig ett eventuellt schweiziskt medlemskap i Nato.
Den 7 december 2022 valdes hon till vice ordförande i förbundsrådet för 2023 tillsammans med Alain Berset, som valdes till ordförande. Den 13 december 2023 valde den federala församlingen Amherd till Schweiziska edsförbundets ordförande för 2024 med 158 av 243 röster. Hon tillträdde ämbetet den 1 januari 2024. Som president har Amherd hållit ett traditionellt nyårstal.